# Хюбнер, Данута Мария
Дану́та Мари́я Хюбнер (пол. Danuta Maria Hübner) — польский политик, профессор экономических наук, и член Европейского парламента от Польши.

## Образование
В 1971 году Данута Хюбнер получила ученую степень магистра с экономики Варшавской школы экономики (Центральная школа планирования и статистики), а в 1974 году стала кандидатом экономических наук. В 1980 году окончила Варшавскую школу экономики, получив степень хабилитированного доктора по внешнеэкономической деятельности. Данута Хюбнер по программе Фулбрайта в 1988—1990 годах, была слушателем в Калифорнийском университете, и получила научную степень по юридическим наукам в университете Сассекса в 2005 году.

## Научная деятельность
Данута Хюбнер С 1971 г. — профессор Варшавской школы экономики. В 1981—1987 гг. — заместитель директора Научно-исследовательского института развивающихся стран Варшавской школы экономики. Данута является профессором Варшавской школы экономики, с 1992 года находится в отпуске. С 1991 г по 1994 гг. занимала должность заместителя директора Института развития и стратегических исследований в Варшаве.

## Публицистическая деятельность
В 1991—1997 годах Данута Хюбнер была главным редактором польского журнала «Экономист».

## Политическая карьера
В 1970—1987 годах она была членом Польской объединённой рабочей партии. С 1987 года — беспартийная. В 1994 году была советником вице-премьер-министра Гжегожа Колодко по социальным вопросам, а в 1994—1996 годах занимала должность заместителя министра промышленности и торговли.
В 1997 году Данута Хубнер возглавила администрацию президента Александра Квасьневского; занимала эту должность до 1998 года. Осенью того же года она стала заместителем исполнительного секретаря Европейской экономической комиссии (ООН), с 2000 по 2001 год она была исполнительным секретарем (в должности заместителя генерального секретаря ООН).
С 22 ноября 2004 года по 4 июля 2009 года была Европейским комиссаром по вопросам региональной политики, после чего подала в отставку, чтобы стать членом Европейского парламента от Гражданской платформы. В 2012 году профессор Хюбнер стала членом Международного почетного совета Европейской академии дипломатии.

## Известные выступления
Выступая в июле 2017 года в отношении переговоров о Брексите, Хюбнер заявила, что процесс не может иметь избирательный подход, заметила, что «важно понять, что хочет Великобритания». В выступлении Данута сказала, что надеется, что переговоры станут «учебным процессом» для Великобритании и что её позиции изменятся. Хюбнер также заявляла, что она была «полностью разочарована» решением Великобритании о Брексите и сказала, что имеет место «недостаток понимания последствий» Брексита.